# 蒙贝勒
蒙贝勒（法語：Montbel，法語發音：[mɔ̃bɛl]）是法国洛泽尔省的一个市镇，属于芒德区。

## 地理
蒙贝勒（44°35'31"N, 3°42'56"E）面积22.87 平方千米，位于法国奧克西塔尼大區洛泽尔省，该省份为法国南部内陆省份，北起上盧瓦爾省和康塔爾省，西接阿韦龙省，南至加尔省，东临阿尔代什省。
与蒙贝勒接壤的市镇（或旧市镇、城区）包括：朗东新堡、绍代拉克、圣弗雷扎勒-达尔比日、阿朗、洛贝尔、蒙洛泽尔埃古莱。

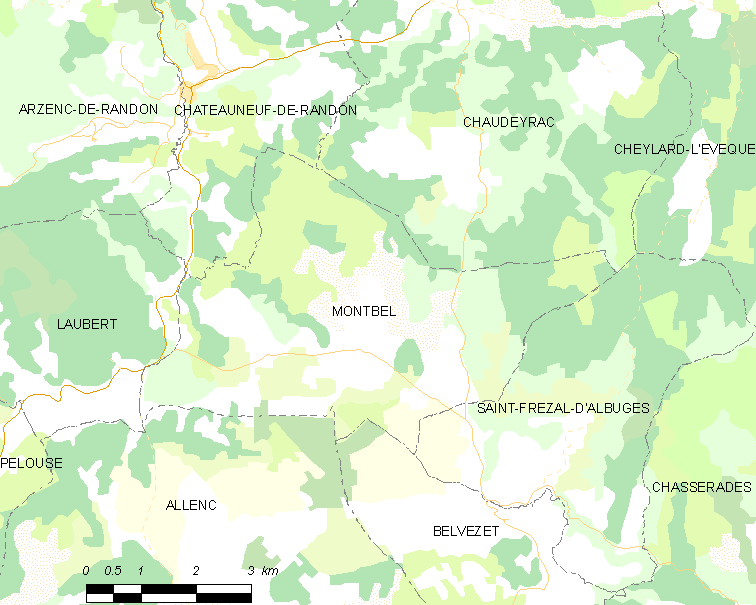
蒙贝勒的OSM定位图

蒙贝勒的时区为UTC+01:00、UTC+02:00（夏令时）。

## 行政
蒙贝勒的邮政编码为48170，INSEE市镇编码为48100。

## 政治
蒙贝勒所属的省级选区为格朗里约县。

## 人口

1962-2008年间蒙贝勒人口变化图示

蒙贝勒于2022年1月1日时的人口数量为147人。